# Monnaz
Monnaz est une localité dans la commune d'Échichens et une ancienne commune suisse du canton de Vaud, située dans le district de Morges.

## Patrimoine bâti
Le château dont l'origine remonte sans doute au XIVe siècle, passe en 1754 au comte Golowkin, ancien ambassadeur de Russie à Paris, et plus tard à la famille Freudenreich. Cet édifice de plan rectangulaire pourvu d'une tourelle et couvert d'un toit à croupes, présente des structures datant sans doute du XVIIe siècle, partiellement transformées aux XVIIIe et XIXe siècles.
Le temple (protestant) a été bâti en 1680 aux frais du seigneur de cette localité, Gabriel de Willermin. Ne témoigne plus guère de cet état que la porte d'entrée monumentale agrémentée d'un entablement interrompu sur l'axe, où figurent les armoiries millésimées 1680 de Willermin, écartelées avec celles de la baronnie de Montricher. Son style fait songer à l'œuvre du maçon-architecte Pierre Billon. L'édifice a été en grande partie reconstruit en 1880 par l'architecte Henri André. Vitraux de 1925 par René Martin,,.

## Fusion de communes
Au 1er juillet 2011, Monnaz a fusionné avec les communes de Colombier, Échichens et Saint-Saphorin-sur-Morges pour former la nouvelle commune d'Échichens.

## Curiosités
La cloche du temple sonne les heures (le nombre d'heures, répété une 2e fois) et les demi-heures (1 coup). Par exemple, 47 coups de 22 h 55 à 0 h 5.
Un chemin pédestre constitué de 229 marches d'escalier, relie Monnaz à Vufflens-le-Château par le vallon de la Morges. La vue sur le château, les vignes et la forêt du Vallon constitue le point de vue le plus célèbre du village.  
Jusque dans les années 2000, les enfants du village empruntaient quotidiennement ce chemin pour rejoindre l'école de Vufflens-le-Château. À la suite du déménagement de l'école en bas de village et aux risques liés au trafic automobile, un service de bus a été mis en place. 
Le terrain multi-sport au bas du village offre un avantage touristique.

## Événements
En 1987, la jeunesse de Monnaz et de nombreux bénévoles avaient mis sur pied un spectacle nommé le Rire du Diable qui s'était joué plusieurs soirs d'affilée dans un champ bordant les ravins de la Morges. 
En août 2015, certains anciens du Rire du Diable, aidés de la jeunesse de Monnaz mettent sur pied un nouveau spectacle : Les Garluts, sur un texte de Jean-Luc Dépraz.